# Charles Crichton
Charles Ainslie Crichton (Wallasey, 6 augustus 1910 – Londen, 14 september 1999) was een Brits filmregisseur.

## Levensloop
Crichton werkte vanaf de jaren 30 als filmmonteur voor Alexander Korda. In de jaren 40 begon hij ook zelf lange speelfilms te draaien. De groteske komedie gold als het geliefkoosde filmgenre van Crichton. Vanaf 1960 ging hij steeds vaker voor de Britse televisie werken. In 1987 maakte hij echter een succesvolle rentree met A Fish Called Wanda. Acteur Kevin Kline won voor zijn rol in die film de Oscar voor beste mannelijke bijrol.
Crichton overleed op 89-jarige leeftijd in South Kensington in Londen.

## Filmografie
- 1944: For Those in Peril
- 1945: Dead of Night (segment)
- 1945: Painted Boats
- 1947: Hue and Cry
- 1948: Against the Wind
- 1948: Another Shore
- 1949: Train of Events (segment)
- 1950: Dance Hall
- 1951: The Lavender Hill Mob
- 1952: Hunted
- 1953: The Titfield Thunderbolt
- 1954: The Love Lottery
- 1954: The Divided Heart
- 1957: The Man in the Sky
- 1958: Law and Disorder
- 1959: Floods of Fear
- 1959: The Battle of the Sexes
- 1960: The Boy Who Stole a Million
- 1964: The Third Secret
- 1965: He Who Rides a Tiger
- 1988: A Fish Called Wanda